# Pawlo Polubotok

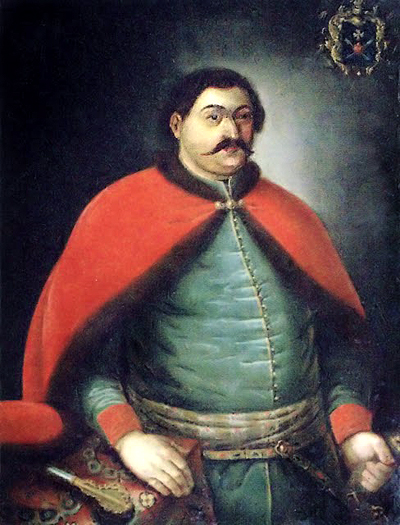
Pawlo Polubotok

Pawlo Leontijowytsch Polubotok (historisch: Pawel Polubotok; ukrainisch Павло Леонтійович Полуботок, russisch Павел Леонтьеввич Полуботок; * 1660, auf dem Gute Połubotowka, Polen-Litauen (heute bei Schramkiwka in der Ukraine); † 29. Dezember 1724 in Sankt Petersburg, Russisches Kaiserreich) war zwischen 1722 und 1724 Hetman der linksufrigen Ukraine.
Pawel Polubotok war ein Günstling und aktiver Teilnehmer an den Intrigen am Hof von Alexander Menschikow sowie der Hauptgegner von Stepan Weljaminow, dem Leiter des Kleinrussischen Kollegiums (seit 1722). Im Jahr 1723 wurde Polubotok während einer Untersuchung unter der Leitung von Alexander Rumjanzew von Peter dem Großen wegen Intrigen und der Erstellung fiktiver Dokumenten angeklagt und zusammen mit seinen Mitverschwörern in der Peter-und-Paul-Festung eingekerkert, wo er schließlich verstarb.

## Leben
Polubotok entstammte einer reichen Kosakenfamilie. Er schloss 1679 sein Studium an der Kiewer Mohyla-Akademie ab und heiratete 1680 Jefymija Samoilowytsch, eine Nichte von Iwan Samojlowytsch. Da er 1689 in eine Verschwörung gegen Hetman Iwan Masepa verwickelt war, wurde er in seinem Karrierestreben gebremst, bis er 1706 zum Oberst des  Tschernigow-Regiments ernannt wurde. Nach der Niederlage in der Schlacht bei Poltawa im Jahre 1709 und der anschließenden Flucht Masepas kandidierte Polubotok für das Amt des Hetman, aber der russische Zar Peter I. vertraute ihm nicht und unterstützte die Kandidatur von Iwan Skoropadskyj. Nach dessen Tod kandidierte er erneut und wurde am 4. Julijul. / 15. Juli 1722greg. zum Hetman gewählt. Da jedoch keine Kosakenversammlung (Rada) stattfand, trug Polubotok bis zu seinem Lebensende den Titel eines amtierenden Hetmans ohne volle Befugnisse.
Als Hetman führte Polubotok Reformen durch und setzte sich für mehr Autonomie des Kosaken-Hetmanats innerhalb des russischen Reiches und der Wiederherstellung der Privilegien des Kosaken-Adels ein, was dem russischen Kaiser missfiel. Peter der Große sandte seinen General Alexander Iwanowitsch Rumjanzew zur Untersuchung der Regierungsarbeit von Polubotok in die Ukraine und kurz daraufhin wurde Pawlo Polubotok verhaftet. Nachdem er nach Sankt Petersburg verbracht und im November 1723 in die Peter-und-Paul-Festung gesperrt wurde, starb er dort ein Jahr später.
Polubotok erhielt durch Gedichte von Taras Schewtschenko und das historische Drama Pawlo Polubotok von Kost Burewij (Кость Буреві́й) Einzug in die Literatur.